# Mosibudi Mangena

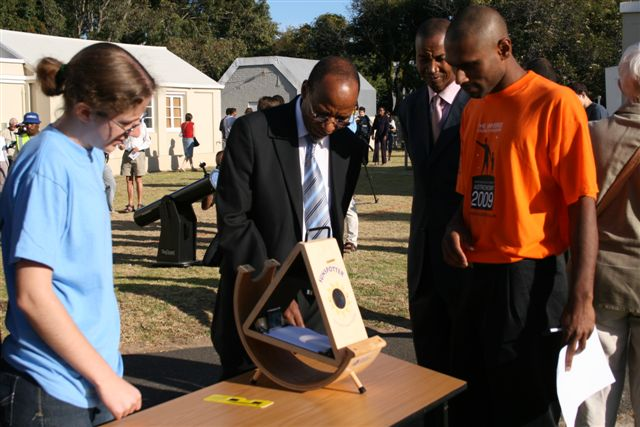
Mosibudi Mangena (Mitte, 2009)

Mosibudi Mangena (* 7. August 1947 in Tzaneen) ist ein ehemaliger südafrikanischer Minister für Wissenschaft und Technologie und Vorsitzender der Azanian People’s Organisation (AZAPO).

## Leben
Er besuchte bis 1969 das Hebron Training College und beendete danach ein Studium in Angewandter Mathematik an der University of South Africa – sie wird auf dem Internetauftritt der AZAPO „University of Azania“ genannt. Er schloss sich der South African Students’ Organisation (SASO) an und wurde 1971 in den Studentenrat der University of Zululand gewählt. Als er nach Pretoria zurückkehrte,  wurde er 1972 Vorsitzender der SASO in Pretoria. 1981 stand er dann dem Teil des Black Consciousness Movement of Azania (BCMA) in Botswana vor und leitete das BCMA-Zentralkomitee von 1982 bis 1984.
1994 kehrt er aus dem Exil zurück und wurde Vorsitzender der AZAPO. 2001 berief ihn Thabo Mbeki zum Bildungsminister und ab der Parlamentswahl in Südafrika 2004, als die AZAPO ihren Sitz im Parlament verteidigte, war er bis zum Rücktritt Mbekis Minister für Wissenschaft und Technologie.
| Personendaten    | Personendaten                                                                                     |
| ---------------- | ------------------------------------------------------------------------------------------------- |
| NAME             | Mangena, Mosibudi                                                                                 |
| KURZBESCHREIBUNG | südafrikanischer Politiker und ehemaliger Minister für Wissenschaft und Technologie von Südafrika |
| GEBURTSDATUM     | 7. August 1947                                                                                    |
| GEBURTSORT       | Tzaneen                                                                                           |